# Коржик, Валерий Иванович
Вале́рий Ива́нович Ко́ржик (род. 10 августа 1936, Москва) — советский российский учёный в области теории связи, педагог.

## Биография
Свой трудовой и научный путь он начал курсантом Военной академии связи им. С. М. Буденного, которую окончил с золотой медалью.
Проработав три года инженером в НИИ, он в 1962 г. поступает в адъюнктуру Военной академии связи. С этого момента вся его жизнь и деятельность безраздельно отданы науке. В становлении молодого ученого большую роль сыграл доктор технических наук, профессор Л. М. Финк.
Уже в эти годы В. И. Коржик проявил себя талантливым, перспективным учёным. Его первые работы, посвященные исследованию кодов, обнаруживающих ошибки, применению расширенного преобразования Гильберта в теории сигналов, были замечены и высоко оценены маститыми учёными. После успешной защиты кандидатской диссертации в 1965 г. В. И. Коржик начал педагогическую деятельность в Военной академии связи. В этой же период он заочно заканчивает Ленинградский университет по специальности математика.
В 36 лет Валерий Иванович успешно защищает докторскую диссертацию по помехоустойчивому кодированию в каналах радиосвязи. Это была одна из первых диссертаций в стране, в которой были предложены новые математические модели дискретного отображения каналов со случайной структурой и получены оценки эффективности использования помехоустойчивых кодов в таких каналах при совместном рассмотрении процедур модуляции и кодирования. Эти результаты оказали существенное влияние на последующие исследования в области прикладной теории помехоустойчивого кодирования, выбор рациональных способов построения перспективных средств связи, обладающих высокой помехоустойчивостью.
Валерий Иванович, преподавая в Военной академии связи, выпускает ряд книг. Среди них монография «Помехоустойчивое кодирование дискретных сообщений в каналах со случайной структурой» в соавторстве с Л. М. Финком (1975), справочник «Расчет помехоустойчивости систем передачи дискретных сообщений» в соавторстве с Л. М. Финком и К. Н. Щелкуновым (1981), монография «Поиск и декодирование сложных дискретных сигналов» в соавторстве с В. В. Лосевым и Е. Б. Бродской (1988), а также учебники и учебные пособия для слушателей академии. Его перу принадлежат около 200 научных статей, он автор более 30 изобретений. В 1976 г. Валерию Ивановичу присвоено звание профессор.
Необычайно широк круг его интересов. Помимо вопросов прикладной теории помехозащищённости кодирования, теории передачи сигналов, общей теории связи, различными аспектами которых Валерий Иванович занимается постоянно, им проведены не менее значимые исследования в области защиты информации. В частности при его непосредственном участии и руководстве выполнено конструктивное развитие вайнеровской концепции отводного канала, получившее в отечественной литературе название «кодовое зашумление». В последние годы Валерий Иванович активно занимается криптографией и стеганографией
С 1989 г. В. И. Коржик — профессор кафедры «Теоретические основы связи и радиотехники» Ленинградского электротехнического института связи им. проф. М. А. Бонч-Бруевича (ныне Санкт-Петербургского государственного университета телекоммуникаций им. проф. М. А. Бонч-Бруевича), где продолжал свою активную научную деятельность, нацеливая её на установление тесных связей с учёными разных стран мира.
Он работает в должности приглашенного профессора в Бергенском университете (Норвегия) и Варшавском государственном институте телекоммуникаций, в университете Эндховена (Голландия), в Учебном центре Дамаска (Сирия), в университете Шарлотта (США), в университете Воллонгонг (Австралия), участвует в программе «кодирование и криптография» в Кембреджском и Оксфордском университетах. На своих лекциях и семинарах он стремиться довести до слушателей достижения отечественной науки в области теории информации, кодирования, передачи сигналов и защиты информации. В 1994 г. в Варшавском институте телекоммуникаций им издается книга " Zastosowanic metod kryptograficznych dla zapewnenia bezpeczenstwa sieci komputerowych ", в которой представлены результаты как классической криптографии, так и её современных направлений, в развитие некоторых из них им был сделан личный вклад. В результате совместной работы с проф. Т. Клеве из Норвегии в 1995 г. в издательстве " Kluwer " выходит монография " Error detecting Codes. General Theory and Their Application in Feedback Communication Systems ", в которой нашли отражение результаты его исследований по кодам с обнаружением ошибок и системам с решающей обратной связью, начатые ещё в середине 60-годов, а также новые оригинальные результаты, полученные в последнее время.
С 1998 г. становится профессором новой кафедры «Информационной безопасности телекоммуникационных систем», в создании которой сам принимал активное участие.
С 1999—2002 гг. он является приглашенным профессором в CINVESTAV — IPN в г. Мехико и в г. Гвадалахара (Мексика), а в конце 2002 г. приглашенным профессором в университете ENST (Франция).
Валерий Иванович — активный участник международных симпозиумов и конференций, география которых необычайно широка: Eurocrypt ’91 (Великобритания), IEEE on IT — Symposium, 1991 г. (Венгрия), Auscrypt ’92 (Австралия), North Cryptoschool, 1992 г. (Норвегия), IEEE Workshop, 1994 г. (Москва), Dagstuhle seminar, 1994—1995 гг. (Германия), Software encryption Worshop 1996 г. Великобри тания), International Symposium on Personal Indoor and Mobile Communications, 1997 г. (Финляндия), IEEE SSS Symposium, 1998 г. (Южная Африка), International Conference on System Administration, Networking and Secutiry, 2000 г. (США), IEEE on IT Symposium, 2000 г. (Italy), Spanish Meeting on Cryptology and Information Security, 2000 г. (И c пания), MMM_-ACNS Workshops 2001 г., 2003 г. (СПб), Canadian Workshop on Information Theory, 2001 г. (Канада), Information Hiding Workshop, 2001 г. (США), Information Security Conference, 2001 г. (Испания), CERIAS Security Seminar, 2000 г. (США), Spanish Meeting on Cryptography and Information Security, 2002 г. (Испания), Workshop on Cryptology and Network Security 2002 г. (США).
Валерий Иванович успешно работает с аспирантами и соискателями. Им подготовлено 4 доктора наук и 30 кандидатов наук, он принимает активное участие в деятельности Санкт-Петербургского НТОРЭС им. А. С. Попова, где многие годы возглавляет секцию «Теория передачи информации им. проф. Л. М. Финка».
Валерий Иванович плодотворно сочетает в себе черты талантливого ученого, большого педагога, высококвалифицированного инженера. Для него характерно трудолюбие, доброжелательное отношение к ученикам и коллегам. Его научная деятельность образец для подражания всем тем, кто собирается посвятить себя служению науке.
Специалистам в области кодирования известно «неравенство Коржика» для вероятности ошибок не обнаруживаемых линейными кодами.